# Amersham
Amersham je město a civilní farnost ve Spojeném království, na jihovýchodě Anglie v hrabství Buckinghamshire. Nachází se v pahorkatině Chiltern Hills asi 40 km severozápadně od centrálního Londýna a je součástí londýnské metropolitní oblasti. Město leží 24 km na jihovýchod od Aylesbury a 14 km na severovýchod od High Wycombe. Žije zde  obyvatel.
Město se dělí na dvě části: historický Old Amersham v údolí řeky Missbourne a Amersham-on-the-Hill, který vznikl na začátku 20. století kolem místní železniční stanice, kterou obsluhovala Metropolitan Railway (později Metropolitan Line) a Great Central Railway.

## Historie
Název města je odvozen ze staroangličtiny. Původní staroanglický název nesl význam Ealhmund's village (Ealhmundova vesnice).
První zmínky o Amershamu pocházejí z anglosaského období, kdy bylo sídlo známé pod názvem Agmodesham. Jako Elmodesham je pak město zapsáno v Domesday Book z roku 1086. Ve středověku byl Amersham důležitým tržním městem. Na začátku 16. století se město stalo svědkem náboženských nepokojů. Pomník vybudovaný v roce 1931 připomíná sedm protestantských mučedníků, kteří zde byli v této době upáleni.

## Doprava

### Silniční
Amersham se nachází na křižovatce několika důležitých silnic: A355 (spojující Slough a Beaconsfield), A404 (spojující Maidenhead, High Wycombe a Rickmansworth) a A416 (z Cheshamu a Berkhamstedu).

### Železniční

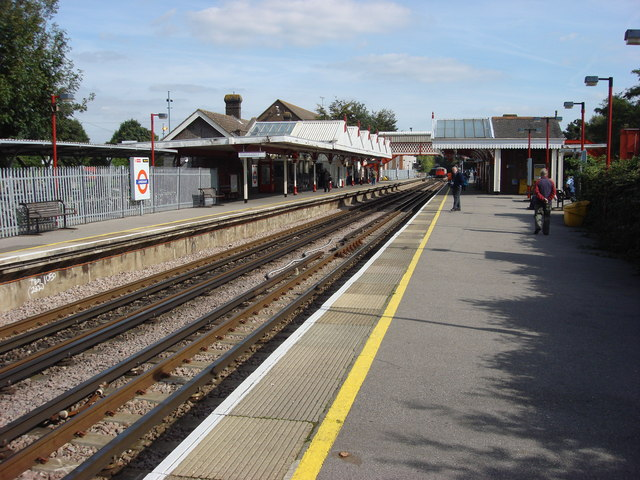
Nádraží a stanice metra

Oblast města, která je dnes známá jako Amersham-on-the-Hill, byla až do příchodu železnice v roce 1892 označována jako Amersham Common. Dnes je tato část známá také pod názvy Amersham Town nebo New Town (Nové město).
Ve městě se nachází stanice Amersham, která je konečnou stanicí Metropolitan Line londýnského metra. K jejímu zprovoznění došlo 1. září 1892. Metropolitan Line za svého největšího rozsahu vedla přes Aylesbury až do Verney Junction a Brill. Elektrifikaci linky zkomplikovala druhá světová válka. Dokončena byla v roce 1960 a elektrifikovaný úsek končil právě v Amershamu. Plány na elektrifikaci trati dál za Amersham byly nicméně opuštěny. V září 1961 byl provoz metra za stanicí Amersham ukončen a stanice i trať prodány společnosti British Railways.
K roku 2025 stanici Amersham obsluhují vlaky Metropolitan Line v přibližně půlhodinových intervalech. Společnost Chiltern Railways sdílí železniční trať s metrem a provozuje tudy železniční spojení z londýnského nádraží Marylebone do Aylesbury.

## Pamětihodnosti

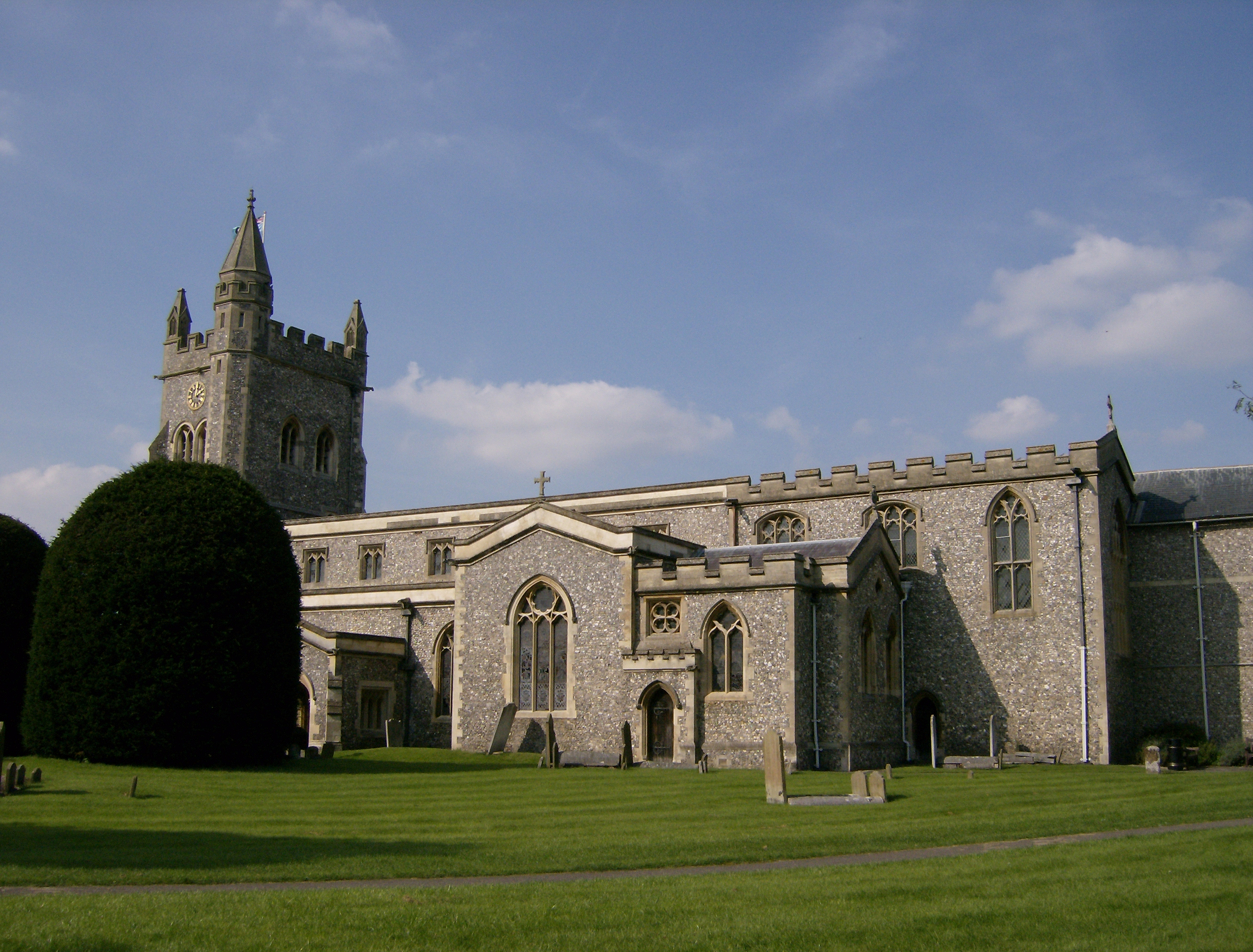
St. Mary's Church v Old Amershamu

V části Old Amersham se nachází kostel Panny Marie (St Mary's Church) patřící pod anglikánskou církev, který je od roku 1958 chráněn jako památka stupně I. Jedná se o stavbu ze 13. století, která byla v průběhu staletí několikrát upravována a rozšiřována. Současná podoba exteriéru je převážně viktoriánská, avšak v interiéru se dochovala například křtitelnice ze 14. století, cenné vitráže a také tzv. Drake Chapel na severní straně kostela.
Ve městě se rovněž nachází Amersham Meeting House, zapsaný na seznamu památek stupně II*. Jedná se o kvakerský dům sloužící k setkávání. Na High Street v Old Amershamu stojí metodistický kostel.

## Partnerská města
- Bensheim, Německo (1977)[11]
- Krynica-Zdrój, Polsko (2002)[12]